# イオンタウン弥富
イオンタウン弥富（イオンタウンやとみ）は、愛知県弥富市五明町にあるショッピングセンター。イオンタウン株式会社が運営・管理する。

## 歴史

### 前史
もともとこの場所には、1928年（昭和3年）に設立された日本毛織子会社の昭和毛糸紡績会社があり、国鉄関西本線弥富駅から貨物専用線（引き込み線）も伸びていた。1942年（昭和17年）には昭和毛糸が日本毛織に吸収されて日本毛織弥富工場となった。戦後のピーク時には約1800人もの従業員を抱える大工場だった。1997年（平成9年）には日本毛織弥富工場が閉鎖された。

### 開業
2000年（平成12年）9月22日、日本毛織弥富工場跡地の一部にイオンタウン弥富が開業した。土地・建物を日本毛織株式会社が所有し、ショッピングセンターをイオンタウン株式会社が管理・運営している。もとは映画館などが併設されるイオンモールとしての開業を予定していたが、交通面や近隣住民の反対によって規模が縮小され、イオンタウンとしての開業となった。

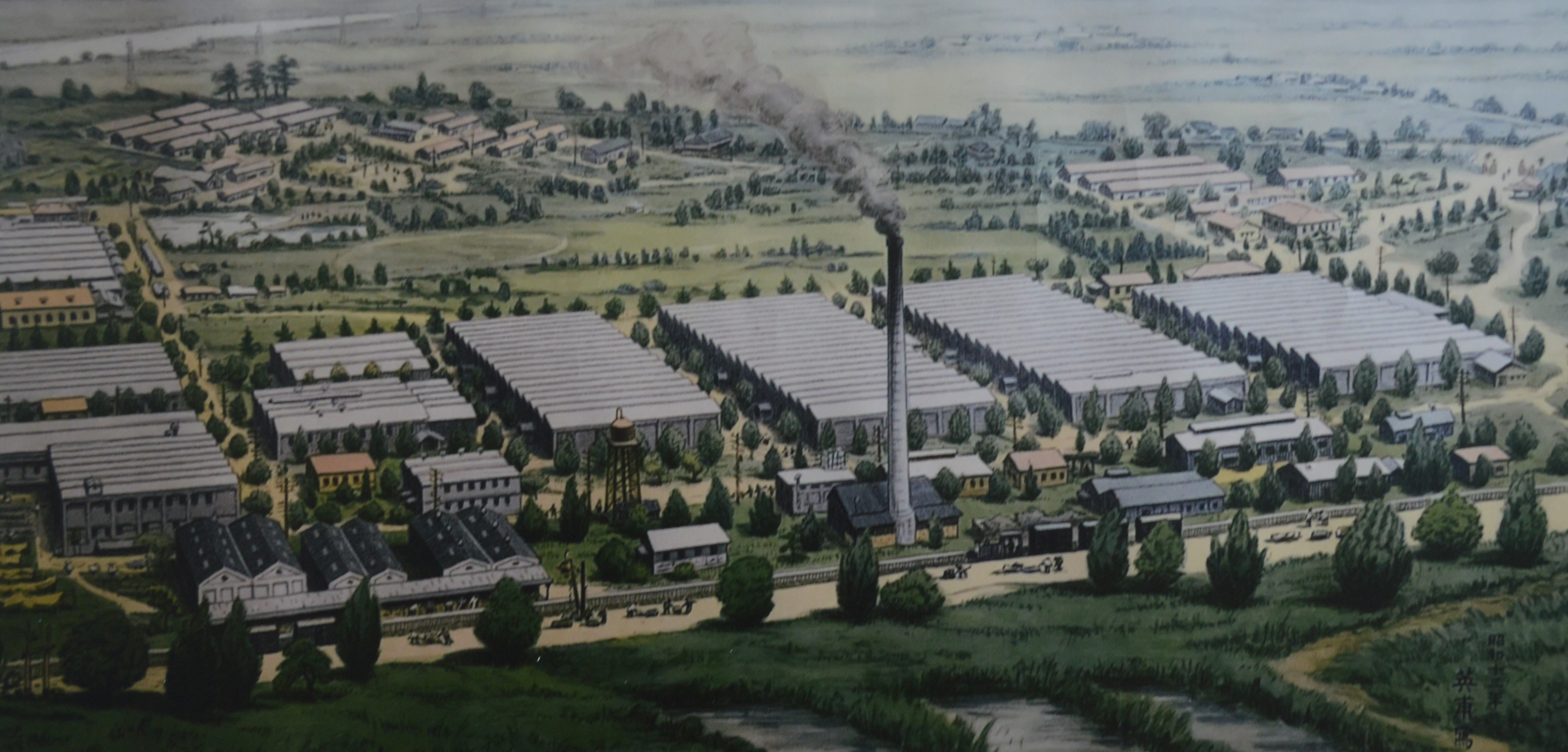
この地にあった昭和毛糸紡績会社（1938年）

## 特色
イオングループでは初めてスーパーセンターを核としたショッピングセンターとして開業。現在の核店舗であるザ・ビッグエクストラ弥富店はイオンビッグが運営している。
建物は集合店舗や単独店舗が複数立地し、屋外を移動するオープンモールタイプのネイバーフッド型ショッピングセンターである。

## テナント
核店舗は、イオングループ初のスーパーセンター業態「マックスバリュスーパーセンター弥富店」として開業した。このマックスバリュスーパーセンターは、スーパーセンター事業で世界的に主力であるイギリスのカルフールなどの外資系企業が日本へ進出した際の対抗ができるよう設置された実験・実証店舗である。
マックスバリュスーパーセンターは、「イオンスーパーセンター弥富店」に変更された後、さらに2012年（平成24年）7月27日に20.7%増床して「ザ・ビッグエクストラ弥富店」に変更されている。
2011年（平成23年）8月21日にはイオンビッグが新設され、イオンリテールから北関東・中部・近畿のディスカウント店21店の運営が移管されることになった。イオンのディスカウント店事業強化のため、当施設の核店舗だったイオンスーパーセンター弥富店もイオンビッグに移管された。同店舗を最後にイオンビッグ運営のイオンスーパーセンターは全店舗がザ・ビッグエクストラへの転換を完了している。
核店舗以外には、家電量販店、100円ショップ、書店、衣料品店、アミューズメント、雑貨店、レストランなど数多くのテナントが軒を連ねている。

### 主要テナント
- ザ・ビッグエクストラ弥富店（スーパー）
- タイトーステーション弥富店（アミューズメント）
- TSUTAYAイオンタウン弥富店（書籍・レンタル）
- ユニクロイオンタウン弥富店（衣料品）
- FIT EASYイオンタウン弥富店（24時間営業のフィットネスジム）
- ダイソーイオンタウン弥富店（100円ショップ）
- エディオンイオンタウン弥富店（家電量販店）

## 交通アクセス
- 弥富駅から徒歩10分
CJ JR関西本線（永和・長島方面）
TB 名鉄尾西線（佐屋・津島方面）
- 近鉄弥富駅北出口から徒歩13分
E 近鉄名古屋線（富吉・近鉄長島方面）

かつては北側に名鉄尾西線弥富口駅があったが、2006年（平成18年）12月16日に廃駅となった。